# Matt Carthy
Matt Carthy (ur. 19 lipca 1977 w Birmingham) – irlandzki polityk i samorządowiec, poseł do Parlamentu Europejskiego VIII i IX kadencji, deputowany do Dáil Éireann.

## Życiorys
Urodził się w Anglii, jego rodzina przeniosła się następnie do Roscommon, po czym ponownie opuściła Irlandię, by po roku do niej powrócić. Matt Carthy kształcił się w Dublin Institute of Technology. Został działaczem Sinn Féin, w 1999 jako pierwszy przedstawiciel tej partii uzyskał mandat radnego Carrickmacross, a w 2006 powołano go na burmistrza tej miejscowości. W 2004 zasiadł także w radzie hrabstwa Monaghan. W 2014 uzyskał mandat eurodeputowanego VIII kadencji z okręgu wyborczego Midlands North West. W 2019 z powodzeniem ubiegał się o reelekcję. W 2020 został wybrany na posła do Dáil Éireann 33. kadencji. Z powodzeniem ubiegał się o reelekcję w wyborach w 2024.